# Paramesotriton
Paramesotriton es un género de anfibios caudados de la familia Salamandridae. Lo integran una serie de especies de tritones autóctonos del norte de Vietnam, Laos y sur y sudeste de China.

## Especies
Se reconocen las 13 siguientes según ASW:
- Paramesotriton caudopunctatus (Liu & Hu, 1973)
- Paramesotriton chinensis (Gray, 1859)
- Paramesotriton deloustali (Bourret, 1934)
- Paramesotriton ermizhaoi Wu, Rovito, Papenfuss & Hanken, 2009
- Paramesotriton fuzhongensis Wen, 1989
- Paramesotriton guanxiensis (Huang, Tang & Tang, 1983)
- Paramesotriton hongkongensis (Myers & Leviton, 1962)
- Paramesotriton longliensis Li, Tian, Gu & Xiong, 2008
- Paramesotriton maolanensis Gu, Chen, Tian, Li & Ran, 2012
- Paramesotriton qixilingensis[2] Yuan, Zhao, Jiang, Hou, He, Murphy & Che, 2014
- Paramesotriton wulingensis[3] Wang, Tian & Gu, 2013
- Paramesotriton yunwuensis Wu, Jiang & Hanken, 2010
- Paramesotriton zhijinensis Li, Tian & Gu, 2008